# Karl Köhle (Mediziner)
Karl Köhle (* 6. März 1938 in München; † 23. April 2022 in Köln) war ein deutscher Facharzt für Psychosomatische Medizin und Psychotherapie, Facharzt für Innere Medizin und Psychoanalytiker; er war Hochschullehrer an der Universität Ulm und der Universität zu Köln.

## Leben
Karl Köhle studierte Medizin und Psychologie in Hamburg, Wien und München, 1966 absolvierte er das Staatsexamen Medizin. Er promovierte mit einer Untersuchung psychosozialer Faktoren in der Genese peripherer arterieller Verschlusskrankheiten bei Walter Seitz in München. Um Innere Medizin und Psychotherapie in Weiterbildung und klinischer Tätigkeit zu verbinden, ging er 1967 zu Thure von Uexküll an die Reformuniversität Ulm. 1975 erhielt er die Venia legendi für „Innere Medizin und Psychosomatik“.
1984 folgte er dem Ruf auf die Professur für Psychosomatische Medizin und Psychotherapie der Universität zu Köln und übernahm die Leitung der gleichnamigen Klinik als ärztlicher Direktor. Nach seiner Emeritierung 2004 war er bis 2018 in eigener Praxis tätig.

## Projekte
Das Gebiet „Psychosomatische Medizin und Psychotherapie“ soll auch dazu beitragen, das biopsychosoziale Verständniskonzept in weitere Bereiche der Krankenversorgung zu integrieren. Im Projekt „Internistisch-psychosomatische Krankenstation“ realisierte und evaluierte Karl Köhle in Ulm gemeinsam mit Pflegedirektorin Ilse Schulz († 2009), der Pflegewissenschaftlerin Antje Grauhan († 2010) und dem Pflegebereich ein entsprechendes Fortbildungs- und Organisationsmodell. Er konnte unter anderem zeigen, dass sich in diesem Setting Einstellung und Kommunikationsverhalten der Mitarbeiter gegenüber den Patienten konzeptkonform entwickelten. Ein Dokumentarfilm vermittelte diesen Arbeitsansatz einer breiteren Öffentlichkeit.
In Köln gelang es, über Konsultationsdienste die Kooperation mit anderen Fächern auszubauen sowie eine Poliklinik und eine Bettenstation für spezialisierte Diagnostik und Psychotherapie einzurichten. Forschungsprojekte galten hier vor allem der Weiterentwicklung ärztlichen Kommunikationsverhaltens in der Praxis, Problemstellungen der Psychoonkologie, der Psychokardiologie und der Psychotraumatologie sowie der klinischen Bedeutung von Störungen der Emotionswahrnehmung (Alexithymie).
Mit der Arbeitsgruppe Medizindidaktik trug er zur Entwicklung des Kölner Modellstudiengangs Medizin bei, insbesondere zur Realisierung moderner Lern- und Prüfungsformate, zur Förderung kommunikativer Kompetenz und zur Verbindung psychosomatischer Verständniskonzepte mit Lehrinhalten anderer Fächer. Seit 1975 war Karl Köhle Mitherausgeber des von Thure von Uexküll begründeten Lehrbuchs „Psychosomatische Medizin“.

## Fachgesellschaften
- Deutsches Kollegium für Psychosomatische Medizin (DKPM), Mitglied des Vorstands (1974–1980)
- Deutsche und Internationale Psychoanalytische Vereinigung (DPV, IPV)
- Carl-Gustav-Carus Stiftung für Psychosomatische Forschung/Zürich, von 2002 bis 2014 Präsident des Stiftungsrates,[10] Förderung u. a. des Projektes „Qualifizierungsprogramm Klinische Forschung in der Psychosomatik“ für Nachwuchswissenschaftler
- Thure von Uexküll-Akademie für Integrierte Medizin (AIM)

## Publikationen (Auszug)
- Karl Köhle, Wolfgang Herzog, Peter Joraschky, Johannes Kruse, Wolf Langewitz, Wolfgang Söllner (Hrsg.): Uexküll Psychosomatische Medizin. Theoretische Modelle und klinische Praxis. 8. Auflage. Elsevier, München 2017, ISBN 978-3-437-21833-0.
- Karl Köhle, Rainer Obliers, Armin Koerfer: Diagnose-Mitteilung – Ein Leitfaden. In: Rolf Kreienberg, Volker Möbius, Walter Jonat, Thorsten Kühn (Hrsg.): Mammakarzinom – interdisziplinär. 4. Auflage. Springer Medizin Verlag, Heidelberg 2010, ISBN 978-3-642-12680-2, S. 328–336.
- Christian Albus, Peter Theissen, Martin Hellmich, Reinhard Griebenow, Beate Wilhelm, Demet Aslim, Harald Schicha, Karl Köhle: Long-term effects of a multimodal behavioral intervention on myocardial perfusion – a randomized controlled trial. In: International Journal of Behavioral Medicine, Band 16, Nr. 3, 2009, ISSN 1070-5503, S. 219–226.
- Claudia Subic-Wrana, Susanne Bruder, Walter Thomas, Richard D. Lane, Karl Köhle: Emotional awareness deficits in inpatients of a psychosomatic ward: A comparison of two different measures of alexithymia. In: Psychosomatic Medicine, Band 67, Nr. 3, 2005, ISSN 0033-3174, S. 483–489 (PDF; 76 kB).
- Torsten Siol, Ann Schaefer, Walter Thomas, Karl Köhle: Posttraumatic stress symptoms in train drivers following serious accidents: a pilot study. In: European Psychotherapy, Band 4, Nr. 1, 2003, ISSN 1435-9464, S. 3–9. (PDF; 81 kB).
- Karl Köhle, Armin Koerfer, Walter Thomas, Ann Schaefer, Bernd Sonntag, Rainer Obliers: Integrierte Psychosomatik: Beiträge zu einer Reform des Medizinstudiums. In: Psychotherapie Psychosomatik Medizinische Psychologie, Band 53, Nr. 2, 2003, ISSN 0937-2032, S. 65–70.

## Auszeichnungen
- 1976 Hans-Roemer-Preis für psychosomatische Forschung[11]
- 2004 Ernst-von-Bergmann-Plakette der Bundesärztekammer